# Naționalism rom
Naționalismul rom este o ideologie naționalistă prezentă în rândul romilor (țiganilor), care susține unitatea culturală și în unele cazuri autonomia sau chiar independența unui posibil stat național dedicat țiganilor.
Mișcarea naționalistă a țiganilor a început să se unicizeze în secolul al XX-lea, în jurul Congresului Mondial al Romilor. Primul congres a avut loc în 1971 la Londra, în Regatul Unit al Marii Britanii și Irlandei de Nord, fiind finanțat preponderent de Consiliul Mondial al Bisericilor și de Republica India. La acesta au participat reprezentanți din India și 20 de alte țări. În cadrul acestuia a fost oficializată adoptarea steagului albastru și verde ca steag oficial al nației țiganilor, iar Gelem, Gelem a fost ales ca imn oficial. Câțiva ani mai târziu, în 1977 va fi înființată Uniunea Internațională a Romilor.